# Grammy Award du meilleur film musical
Le Grammy Award du meilleur film musical (Best Music Film) est une récompense décernée lors des cérémonies annuelles des Grammy Awards décernée au film musical de l'année.

## Lauréats
| Année | Réalisateur                        | Artiste(s)                                               | Titre                                            |
| ----- | ---------------------------------- | -------------------------------------------------------- | ------------------------------------------------ |
| 2014  | Jonas Åkerlund                     | Paul McCartney                                           | Live Kisses                                      |
| 2015  | Morgan Neville                     | Darlene Love, Merry Clayton, Lisa Fischer et Judith Hill | 20 Feet From Stardom                             |
| 2016  | Asif Kapadia                       | Amy Winehouse                                            | Amy                                              |
| 2017  | Ron Howard                         | The Beatles                                              | The Beatles: Eight Days A Week The Touring Years |
| 2018  | Allen Hughes                       |                                                          | The Defiant Ones                                 |
| 2019  | Alan Hicks et Rashida Jones        | Quincy Jones                                             | Quincy                                           |
| 2020  | Beyoncé Knowles-Carter et Ed Burke | Beyoncé                                                  | Homecoming                                       |
| 2021  | Rob Epstein et Jeffrey Friedman    | Linda Ronstadt                                           | Linda Ronstadt: The Sound Of My Voice            |
| 2022  | Ahmir "Questlove" Thompson         |                                                          | Summer of Soul                                   |
| 2023  | Frank Marshall et Ryan Suffern     |                                                          | Jazz Fest: A New Orleans Story                   |
| 2024  | Brett Morgen                       | David Bowie                                              | Moonage Daydream                                 |
| 2025  | Matthew Heineman                   | Jon Batiste                                              | American Symphony                                |